# Boo!
Boo! es una serie infantil de televisión británica producida por Tell-Tale Productions y Qubo, creada por Will Brenton, y programada en el 13 de enero de 2007 en el canal del Estados Unidos, Qubo, y más tarde por otros canales como CBeebies o BBC Two; luego se traslada a Latinoamérica, a través del canal Discovery Kids. La serie se estrenó de aires a las 8:00 a. m. ET/PT tiempo en 13 de enero de 2007 en Qubo en los Estados Unidos. 
Es una producción en 3D de animación, y la música de inicio es parecida a las músicas de los años 70, especialmente a la música de Barney y sus amigos, Plaza Sésamo. Va dirigido a un público de entre 2 y 6 años, de preescolar.

## Personajes
- (Boo!): es el protagonista de esta serie infantil. Tiene colores mágicos: panza y cabeza azules; costado derecho, rallado de arriba abajo y costado izquierdo recto, de derecha a izquierda; el brazo derecho es morado con rayas rojas y el izquierdo, verde con mitas; piernas de franjas naranja y amarillo; pies con los modelos colocados, de forma contraria respecto de la superficie y costado, verde con flores rosas y blanco con rayas rosa y púrpura y; su cabello tiene 7 puntas anaranjadas, que se confunden con los demás flores, por lo que se esconde en cualquier lugar, convirtiéndose en Boo!, el murciélago, o Boo!, el payaso, en algunos episodios.

- (Pata risitas): es la amiga del protagonista y es una pata humanizando muy amarilla, que se la pasa riendo y riendo sin parar; ella le cuenta chistes y tiene aspecto de estrella brillante.

- (Oso Dormilón): es un oso humanizando compañero del protagonista, suave como peluche, que a veces bosteza y duerme con su gran sabana roja con corazones blancos.

- (Tigre Gruñón): es otro amigo del protagonista, que es un tigre amigable. Tiene la cola rallada con pelos blancos en la punta y se confunde con los demás mamíferos como la marta roja, incluso con sus orejas parpadeando. Gruñe siempre al salir y todos gritan: ¡Es el Tigre Gruñón, Corran!, Corran!

## Canciones

### Del inicio y el final
Al comienzo del programa se canta una canción para encontrar a Boo!
- ¡uueeeeeee!
-¿Dónde esta, Boo?
- A Boo!, encontrar!
- No tienes que hacer más
- En la jungla, en los arbustos o qui sus en el cielo
- Encuentra a Boo!, ¿Dónde estará?
- A Boo!, encontrar!
- No tienes que hacer más
- Boo!
(Al final del programa, la canción de inicio se reproduce nuevamente, esta vez en forma de pista musical)
Tema de apertura y cierre:
"A Boo!, encontrar!"
interpretado originales por Sharon D. Clarke y Ashley Slater
Interpretado por Luis Miguel Pérez, Ezequiel Serrano, y Maythe Guedes

### Para jugar
Después de encontrar a Boo! y a los demás, se cantan las canciones de los juegos.
- El sin par (Odd One Out)
- Imita lo que hacemos (Can You Guess?)
- La silueta (Show Us a Shape)
- Este sonido hagamos ya (Everybody Do This Sound)
- Los colores (We're Looking for a Colour)
- Cuenta 1, 2, 3, y 4 (The Counting Song)
- ¿Qué es lo que hace falta? (What's Missing?)
- ¡Pareja! (Snap!)
- Buscamos cuerpos (Do the Same as Me)

Canciones originales interpretados por Ashley Slater y Sharon D. Clarke
Canciones interpretadas por Luis Miguel Pérez, Ezequiel Serrano, y Maythe Guedes

## Transmisión
- Discovery Kids

(5 de enero de 2004-30 de septiembre de 2007)
- UniMás

(enero de 2008-noviembre de 2009)
- Disney Channel España

(2008-2013/2014-noviembre de 2016)
- Galavisión

(junio de 2008-noviembre de 2011)

## Lista de capítulos
Temporada 1 episodios:
- 1. Piscina de Roca - 4 de junio de 2003
- 2. Supermercado - 11 de junio de 2003
- 3. Estanque - 18 de junio de 2003
- 4. Galería de arte - 25 de junio de 2003
- 5. Desierto - 2 de julio de 2003
- 6. Puerto - 9 de julio de 2003
- 7. Dormitorio - 16 de julio de 2003
- 8. Tierra prehistórica - 23 de julio de 2003
- 9. Teatro - 30 de julio de 2003
- 10. Río africano - 6 de agosto de 2003
- 11. Cueva - 13 de agosto de 2003
- 12. Arrecife de coral - 20 de agosto de 2003
- 13. Estación de tren - 27 de agosto de 2003
- 14. Río canadiense - 4 de septiembre de 2003
- 15. Selva india - 11 de septiembre de 2003
- 16. Café - 18 de septiembre de 2003
- 17. Mar azul profundo - 25 de septiembre de 2003
- 18. Castillo - 1 de octubre de 2003
- 19. Pozo de agua africano - 7 de octubre de 2003
- 20. Cocina - 14 de octubre de 2003
- 21. Ártico - 21 de octubre de 2003
- 22. Feria de diversiones - 28 de octubre de 2003
- 23. Espacio - 4 de noviembre de 2003
- 24. Jardín - 11 de noviembre de 2003
- 25. Hospital - 18 de noviembre de 2003
- 26. Bosques en la noche - 25 de noviembre de 2003

Temporada 2 episodios:
- 27. Biblioteca - 5 de febrero de 2004
- 28. Montaña canadiense - 12 de febrero de 2004
- 29. Arbusto australiano - 19 de febrero de 2004
- 30. Piscina - 26 de febrero de 2004
- 31. Suelo del bosque - 22 de abril de 2004
- 32. Circo - 12 de marzo de 2004
- 33. Pantano - 19 de marzo de 2004
- 34. La casa de la risa - 26 de marzo de 2004
- 35. Grupo de juego - 2 de abril de 2004
- 36. Antártico - 9 de abril de 2004
- 37. Estación de esquí - 16 de abril de 2004
- 38. Selva - 25 de abril de 2004
- 39. Granja - 30 de abril de 2004
- 40. Baño - 13 de mayo de 2004
- 41. Parque - 20 de mayo de 2004
- 42. Zoo - 27 de mayo de 2004
- 43. Ribera inglesa - 4 de junio de 2004
- 44. Rancho americano - 11 de junio de 2004
- 45. Bosque de bambú - 18 de junio de 2004
- 46. Pradera americana - 25 de junio de 2004
- 47. Gimnasio júnior - 2 de julio de 2004
- 48. Pradera - 9 de julio de 2004
- 49. Isla tropical - 16 de julio de 2004
- 50. Ciudad de noche - 23 de julio de 2004
- 51. Barco pirata - 30 de julio de 2004
- 52. Granja urbana - 6 de agosto de 2004

Especial de Navidad (2004)
- Cabaña de troncos/Casa de Papá Noel  - 2004 (episodio de doble duración)

Temporada 3 episodios:
- 53. Estación de bomberos - 1 de marzo de 2005
- 54. Dentista - 7 de marzo de 2005
- 55. Las pirámides - 14 de marzo de 2005
- 56. Pista de atletismo - 21 de  marzo de 2005
- 57. Aeródromo - 28 de marzo de 2005
- 58. El festival de cometas - 4 de abril de 2005
- 59. Clase de ballet - 11 de abril de 2005
- 60. Veterinario - 18 de abril de 2005
- 61. Fábrica de carros - 25 de abril de 2005
- 62. Alfarería - 2 de mayo de 2005
- 63. Taller de carpintería - 9 de mayo de 2005
- 64. Día de deportes - 16 de mayo de 2005
- 65. Mercado de quesos - 23 de mayo de 2005
- 66. Cancha de tenis - 30 de mayo de 2005
- 67. Oficina de correos - 6 de junio de 2005
- 68. Fiesta de diwali - 16 de septiembre de 2005
- 69. Muelle de pesca - 20 de junio de 2005
- 70. Tienda de disfraces - 27 de junio de 2005
- 71. Centro del jardín - 4 de julio de 2005
- 72. Comisaría de policía - 11 de julio de 2005
- 73. Concierto pop - 18 de julio de 2005
- 74. Fiesta de año nuevo chino - 25 de julio de 2005
- 75. Plantación de té - 3 de agosto de 2005
- 76. Cancha de baloncesto - 10 de agosto de 2005
- 77. Peluquería - 17 de agosto de 2005
- 78. Pista de patinaje sobre hielo - 24 de agosto de 2005

Temporada 4 episodios:
- 79. Estación de autobuses - 16 de febrero de 2006
- 80. Granja de pollos - 23 de febrero de 2006
- 81. Mercado callejero - 2 de marzo de 2006
- 82. Panadería - 9 de marzo de 2006
- 83. Emplazamiento de la obra - 16 de marzo de 2006
- 84. Estadio de béisbol - 23 de marzo de 2006
- 85. Fiesta de cumpleaños infantil - 30 de marzo de 2006
- 86. Estadio de fútbol - 6 de abril de 2006
- 87. Playa surfista - 13 de abril de 2006
- 88. Pista de carreras - 20 de abril de 2006
- 89. Villa romana - 27 de abril de 2006
- 90. Arboleda naranja - 4 de mayo de 2006
- 91. Canal de Venecia - 23 de mayo de 2006
- 92. Juegos - 30 de mayo de 2006
- 93. Loco golf - 6 de junio de 2006
- 94. Bosque de Madera  - 13 de junio de 2006
- 95. Fiesta luau - 20 de junio de 2006
- 96. Casa en proceso de decoración - 24 de junio de 2006
- 97. Playa - 27 de junio de 2006
- 98. Halloween - 30 de octubre de 2006
- 99. Campamento - 10 de julio de 2006
- 100. Set de filmación - 7 de septiembre de 2006
- 101. Jardín nevado - 8 de diciembre de 2006
- 102. Dosel de la selva tropical - 23 de diciembre de 2006

- Datos: Q3642253